# Puerto de Palamós
El puerto de Palamós es un puerto pesquero, comercial, de pasajeros y deportivo de la villa de Palamós (Bajo Ampurdán), cualificado de interés general. Se encuentra situado en la zona central de la Costa Brava, en una de las bahías más profundas del Mediterráneo occidental. Este puerto dispone de las instalaciones, los servicios y los accesos necesarios para facilitar la llegada de los grandes cruceros que hacen ruta por el Mediterráneo. El puerto de Palamós es la segunda instalación de este sector en Cataluña, después del Puerto de Barcelona.

## Historia[1]
La villa de Palamós, fundada por el rey Pedro III de Aragón durante el último cuarto del siglo XIII, fue creada por la necesidad de tener un puerto en la costa  del ampurdán, sobre todo después del derrumbe progresivo del puerto de Torroella de Montgrí como consecuencia del avance de las tierras aluviales arrastradas por el río Ter. En el archivo municipal de Palamós se guarda la carta de poblamiento del 1279 del Puerto Real de Palamós (Portus regalis de Palamors). Su situación geográfica lo convirtió en el centro del transporte mercantil. Antes de la construcción de este puerto, el territorio de Palamós (expuesto a las incursiones de los piratas) se encontraba prácticamente deshabitado. La pequeña península donde se estableció la nueva población pertenecía al término jurisdiccional del Castillo de San Esteban de Mar, que se extendía hasta el final del margen izquierdo del antiguo curso de la riera del Aubi. Por este motivo, el monarca, previamente a la fundación del puerto, hubo de adquirir el castillo de San Esteban. Esta operación fue encargada al alcalde Astruc Ravaia, que liberó a los habitantes de Palamós de los derechos feudales. De esta forma, la villa pasó a encontrarse bajo el dominio directo del rey. En el año 1279, Arnau sa Bruguera, que era alcaide del Castillo de San Esteban de Mar, fue nombrado primer alcalde real de Palamós, una alcaldía que también comprendía las villas de Calonge, Vilarromá y Vall-Llobrega.
Existe documentación que muestra la importancia estratégica del puerto de Palamós. Por ejemplo, en estas aguas, en el año 1285, tuvo lugar un combate naval entre las naves de Roger de Lauria y la flota de Felipe III de Francia, en el cual ganó el primero. Después de la victoria, Roger de Lauria ordenó a los almirantes Berenguer Mallol y Ramón Marquet Rubí que, mientras él intentaba recuperar Rosas, se llevaran a Barcelona todos los barcos enemigos que habían quedado aislados en los puertos de Palamós y de San Felíu de Guixols.
En el año 1329, Alfonso IV de Aragón estableció de forma vitalicia a su escribano, Bernardo de Pallarés, en el Palacio Real de Palamós, y en el año 1331 -ante la amenaza de guerra- le dio licencia para fortificar el palacio y la villa. En el año 1354, la villa de Palamós fue incendiada y asaltada por 25 galeras genovesas. Más adelante, hacia el año 1365, Pedro el Ceremonioso, vendió a los prohombres de Palamós el derecho real a nombrar alcaldes, los cuales, a partir de entonces, serían elegidos por el rey a través de una solicitud presentada por el pueblo. En el año 1380, Pedro Pallarés -hijo de Bernardo- reparó el palacio de Palamós y en el año 1394 lo vendió a Berenguer de Cruïlles, a quien el rey, después de haberle concedido diversos derechos sobre la villa, convirtió "de facto" en Señor de Palamós. A principios del siglo XV se trabajaba en la construcción de la muralla del mar, para evitar más ataques por parte de los piratas sarracenos.
Durante la guerra contra Juan II de Borbón, la villa de Palamós capituló ante sus fuerzas en1471. En el año 1466, Juan II concedió el título de Barón de Palamós (que en el año 1484 revertiría a la corona) a su almirante Juan de Vilarmarí. Este último había afirmado que quien poseyera Palamós ganaría la guerra, ponderando el valor estratégico del puerto. En el año 1484, Palamós obtuvo el privilegio de acuñar su propia moneda, y ese mismo año el rey Fernando II le otorgó a la villa, como Condado, a Galcerán de Requesens, cosa que provocó numerosas protestas ya que, por un privilegio de Pedro el Ceremonioso otorgado en el año 1399, la villa no podía ser vendida, permutada ni empeñada. Al primer conde lo sucedió su hermano, Luis de Requesens, y a este, en el año 1513, su sobrina Elisabet, hija de Galcerán, casada con Ramón Folch de Cardona-Anglesola. En el año 1522, el condado de Palamós fue heredado por su hijo, Fernando, casado con Beatriz Fernández de Córdoba, heredera del Gran  Capitán. Fue su nieto, Antonio, el que antepuso al apellido paterno el de Fernández de Córdoba. Por matrimonio, el título debía pasar más adelante a los Cardona-Anglesola, duques de Somma, y, finalmente, a los Osorio de Moscoso, duques de Medina de las Torres.
En el año 1536, el emperador Carlos I desembarcó en Palamós, y volvió a visitar la villa en el año 1543, desde donde escribió las famosas instrucciones a su hijo Felipe. Ese mismo año se llevó a cabo el ataque en Palamós de los navíos del turco Barbarroja, almirante del Gran Turco, entonces aliado de los franceses. De todos los ataques piratas cometidos en el litoral del reino, este fue el más terrible.
En el año 1694, la villa fue asediada y tomada por asalto por el ejército del mariscal Noailles, que sufrió grandes bajas. Por ello, hizo derruir todas las defensas de la villa. La destrucción de Palamós y su endeudamiento provocó un gran descenso de la población durante los primeros años del siglo XVIII. A mediados de este siglo, la falta de guerras y el descenso de la piratería comportaron un incremento de la actividad marinera y pesquera y del tránsito mercantil del puerto. El comercio con América, la prosperidad agrícola y el inicio de la industria del corcho, fueron elementos que favorecieron la considerable expansión de la villa en aquel momento. Durante la guerra del Francés, la villa fue ocupada y, en el año 1814, el general Suchet, antes de abandonarla, hizo arrasar el Castillo de Vilarroma, que nunca había tomado parte en ningún acto de guerra.

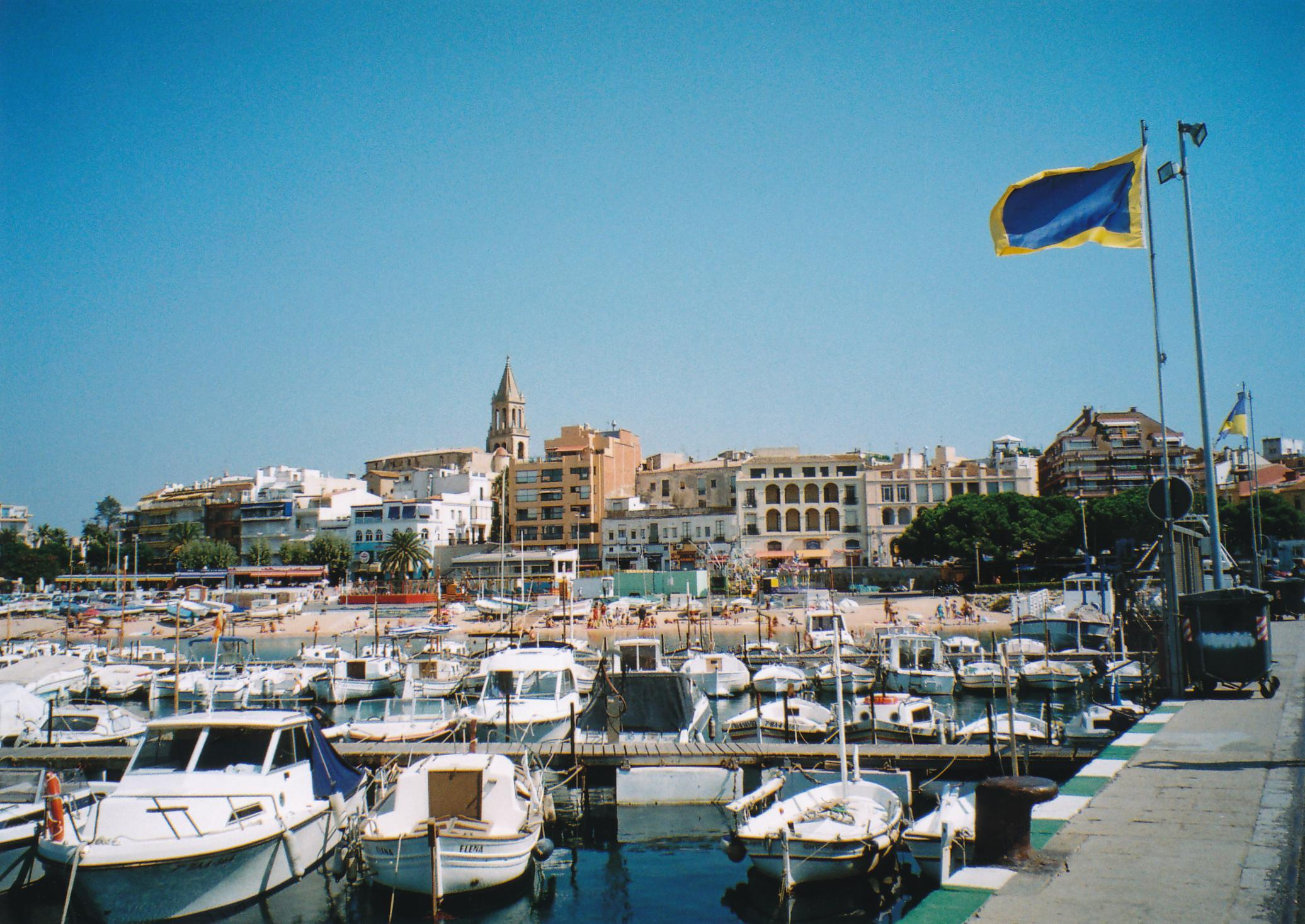

## Actividad pesquera
Los recuentos fiscales del siglo XVIII ofrecen información del número de laúdes existentes en la industria pesquera. La pesca tenía, además del carácter recolector primario, un objetivo manufacturero que se concretaba en la industria del salazón del pescado y la comercialización del coral. Los principales productos de pesca eran el pescado azul, la sardina y la anchoa, que se exportaban a Barcelona.
La pesca en el municipio de Palamós cuenta con una larga tradición histórica. Se trata de un puerto de gran relevancia en el panorama pesquero catalán, tanto por  ser el quinto puerto catalán en este sector, como por apostar por iniciativas y proyectos como el prestigio Menú de la Gamba, que atrae a miles de turistas y, también, muestra el rico patrimonio del sector mediante el Museo de la Pesca.

## Características generales
- Calado bocanaː 21 m
- Diquesː1
- Número de muellesː 9
- Metros lineales de los muellesː 1.549 m

## Accesos
Carreteraː
- Desde Barcelona y Tarragona se coge la AP-7 en dirección Gerona, la salida 9, continuando por la C-35 y después por la C-31 hasta Palamós.
- Desde Gerona por la AP-7, la salida 6, continuando por la C-66 en dirección a Palamós.
- Desde Lérida por la A-2 hasta Cervera, continuando por la C-25 y después por la C-31 hasta Palamós.

Ferrocarrilː
- Caldas de Malavellaː 30 km.

Aéreoː
- Aeropuerto de Geronaː 43,1 km.
- Aeropuerto de Barcelonaː 128 km.
- Aeropuerto de Perpiñán: 147 km.